# دنیاگیری کووید-۱۹ در استان مرکزی
استان مرکزی دومین استان تأیید شده از دنیاگیری جهانی بیماری کروناویروس ۲۰۱۹ در ایران بود. اولین فرد مبتلا در ۱ اسفند ۱۳۹۸ و اولین فوتی بر اثر کرونا در این استان در تاریخ ۲ اسفند ۱۳۹۸ در شهر اراک بود.
از زمان شیوع این ویروس در استان مرکزی تا ۷ فروردین ۱۴۰۱ موارد مبتلا به کرونا ۱۲۳٬۱۵۶ نفر و ۳۱۸۲ نفر فوتی بوده‌است.

## مبتلایان سرشناس
- محمدرضا منصوری (نماینده دوره دهم مجلس شورای اسلامی)[۵]
- سید علی آقازاده (استاندار استان مرکزی)[۶]
- احمد طهرانی (فرماندار خمین)[۷]
- محمدحسن آصفری (نماینده دوره یازدهم مجلس شورای اسلامی)[۸]